# Gollum suluensis
Gollum suluensis — акула з роду Gollum родини Псевдокунячі акули. Інші назви «філіппінська гладенька собача акула», «гладенька собача акула Сулу». На тепер знаходиться у стадії дослідження.

## Опис
Загальна довжина сягає 58,3-58,5 см, самиці трохи більше за самців. Дуже схожа на Gollum attenuatus. Голова подовжена. Морда сплощена зверху (більш сплощена ніж у Gollum attenuatus), вузька, клиноподібна. Очі великі з мигальною перетинкою. За ними розташовані маленькі бризкальця. Рот широкий, має V-подібну форму. Зуби маленькі, з гострими верхівками, у кутах рота зуби гребенеподібні. У неї 5 пар зябрових щілин. Тулуб дуже тонкий. Осьовий скелет складає 151–154 хребців (цим насамперед відрізняється від Gollum attenuatus. Грудні плавці широкі, трикутної форми. Має 2 спинних плавця майже однакового розміру. Перший розташовано позаду грудних плавців, задній спинний плавець — навпроти анального. Черевні та анальний плавці відносно невеликі. хвостовий плавець вузький та короткий. Він гетероцеркальний: верхня лопать дуже розвинена на відміну від нижньої.
Забарвлення спини та боків світло-коричневе, черево трохи світліше. Губи, кінчики спинних плавців та нижньої лопаті хвостового плавця темніше загального фону.

## Спосіб життя
Тримається на глибинах до 730 м. Зустрічається переважно у глибоких місцях прибережжя, воліє до підводних хребтів, банок, гірських утворень. Полює на свою здобич біля дна, є бентофагом. Живиться дрібною донною рибою, ракоподібними, невеликими головоногими (кальмарами і восьминогами) та черевоногими молюсками, офіурами, личинками морських тварин, морськими черв'яками.
Це яйцеживородна акула. Самиця народжує 1-2 акуленят.

## Розповсюдження
Мешкає біля о. Палаван, що розташований у морі Сулу та є частиною Філіппінських островів. Звідси походять інші назви цієї акули.